# 충화 현미리 고인돌
충화 현미리 고인돌은 충청남도 부여군 충화면에 있다. 2001년 1월 3일 부여군의 향토문화유산 제41호로 지정되었다.